# The Dorchester Review
The Dorchester Review est une revue canadienne anglophone semestrielle d'histoire et de commentaires historiques, fondée en 2011. Ce titre de presse se décrit comme un exutoire apartisan mais « vigoureusement polémique » pour « les éléments de la tradition et de la culture inhérents à l'expérience canadienne qui ne se conforment pas à un narratif résolument progressiste. »

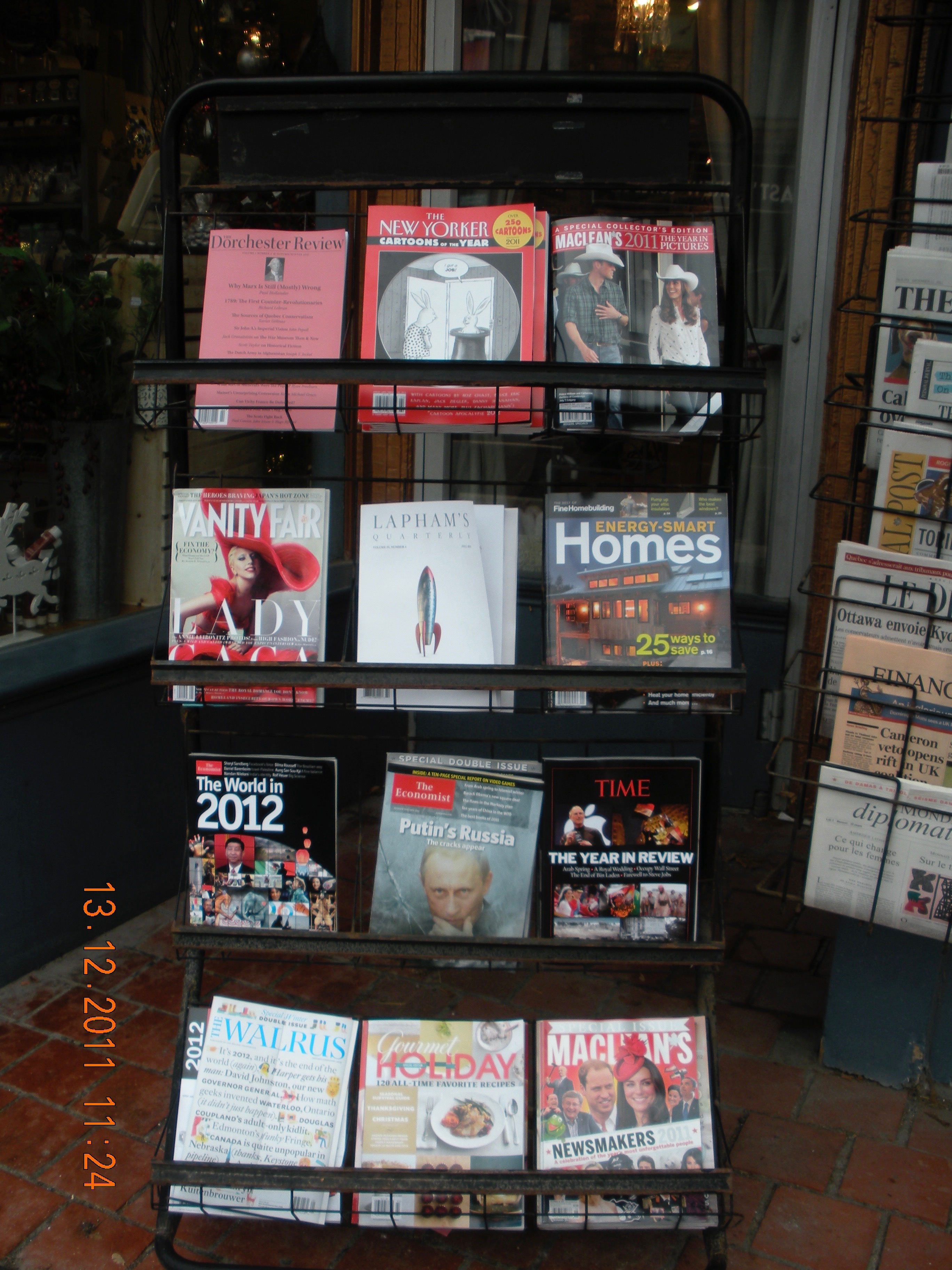
The Dorchester Review (en tête de présentoir) en vente dans un kiosque à journaux d'Ottawa, (décembre 2011)

## Contenu éditorial
La revue comprend des articles sur l'histoire ainsi que des commentaires historiques. Le nom de Dorchester est un hommage au premier baron Dorchester, Sir Guy Carleton, gouverneur de la province de Québec de 1768 à 1778 et gouverneur général de l'Amérique du Nord britannique de 1785 à 1795. Dorchester a défié le général George Washington et encouragé les esclaves en fuite à émigrer avec les loyalistes au Canada. Il a également étendu la liberté religieuse aux catholiques romains et aux juifs sous son régime officiellement protestant. Les rédacteurs en chef expliquaient dans leur premier éditorial en 2011 que le choix comme nom de la revue celui d'un « soldat britannique perruqué, un gouverneur compétent et colonial sans réserve, de l'ère pré-démocratique » était dans le but de « souligner qu'il y a plus à l'histoire qu'un défilé de progressistes modernes laïcs qui ont construit une utopie typiquement canadienne ». Comme David Frum résume l'approche de l'histoire par la Review, « La chose importante à comprendre au sujet du Canada du XIXe siècle est qu'il n'était pas un État révolutionnaire en faillite. C'était un État conservateur prospère. La grande réalisation de l'histoire du Canada a été précisément la réalisation de l'autonomie dans le contexte de la continuité institutionnelle. » 

Dans l'éditorial d'ouverture du premier numéro, l'équipe de rédaction de la Review écrit :
« Nous avouons une autre croyance potentiellement impopulaire : qu'en son échine, la force et l'avantage du Canada — valeurs d'une société libérale britannique avec une forte enclave nationale française, des communautés autochtones résilientes et un pluralisme vital né d'arrivées successives d'immigrants — seraient vains si polémiquement séparés de ses traditions européennes, judéo-chrétiennes et classiques, ce qui revient à répondre de nouveau à : pourquoi l'histoire. Nous sommes les héritiers conscients et reconnaissants d'une tradition inestimable de liberté d'expression et de critique, bien que soumise à diverses pressions, qui se trouve et se défend avec un particularisme des plus sérieux dans les sociétés de l'Atlantique Nord, et ceci, selon nous, devrait être reconnu, protégé et toujours renforcé. ».

## Fondateur
Le rédacteur en chef et fondateur C.P. Champion est titulaire d'une bourse de recherche au Centre de politique internationale et de défense de l'Université Queen's. Il est l'auteur de The Strange Demise of British Canada, publié en 2010 par McGill-Queen's University Press. Il occupe le poste de directeur de la politique de citoyenneté au bureau de Jason Kenney, où il supervise la production du célèbre guide d'étude du test de citoyenneté Découvrir le Canada 2009, qui est toujours en vigueur et décrit par le quotidien Globe and Mail comme « une tentative rare et importante de remodeler l'image de la nation. ». C.P. Champion est un ancien de la rédaction de l'Alberta Report de Ted Byfield où il a travaillé de 1994 à 1997 en tant que journaliste et typographe.[réf. nécessaire]
Dans- Relentless Struggle: Saving the Army Reserve 1995-2019 (Durnovaria, 2019), qui a été évalué officieusement par des pairs avant sa publication par des universitaires et des officiers supérieurs, dont l'ancien commandant de l'Armée canadienne, le lieutenant-général Paul Wynnyk, qui a également écrit l'avant-propos, C.P. Champion explore comment une série de ministres de la Défense canadiens n'ont pas su soutenir adéquatement la réserve de l'armée depuis le début des années 1990,, à la suite des coupes budgétaires de la défense sous le premier ministre Jean Chrétien, qui, selon Jack L. Granatstein, ont sévèrement mis à rude épreuve à la fois le personnel et l'équipement de la Réserve. C.P. Champion lui-même a rejoint la réserve de l'armée en tant que soldat et a suivi une formation de base à l'âge de 46 ans.

## Controverses pédagogiques
Un article de 2019 de la Dorchester Review de Champion intitulé  Alberta's Little History War, affirme que dans les salles de classe de l'Alberta, « la mode actuelle est que nous avons besoin de "plus" de "perspectives" des Premières Nations". » Ce que Champion appelle mode tien du fait qu'il avait lui-même reçu une ribambelle d'histoires « de poisson-chandelle, de masques de cèdre et de Trickster » dans sa propre expérience de l'école primaire des années 1970. Critique vis à vis du système éducatif canadien, il qualifie de démarche propagandiste déplorable  la méthode pédagogique se voulant inclusive d'un prétendu point de vue autochtone - l'exercice des couvertures du programme KAIROS — « est du lavage de cerveau pour enfants afin qu'ils se considèrent comme des "colonialistes" voleurs de terre — le genre de "vérité et réconciliation" qui ne s'appuient pas  sur des preuves mais sur les "postulats de  "gardiens du savoir" qui se disent en "faveur  de la vérité". ». L'exercice général a été largement utilisé au Canada en réponse à l'appel de 2015 de la Commission de vérité et réconciliation (CVR) pour l'inclusion de l'histoire autochtone dans les programmes scolaires comme étant essentielle pour améliorer les relations avec les non-autochtones. La CVR a recueilli environ 7000 témoignages de survivants des pensionnats sur une période de six ans, de 2008 à 2014, selon le juge Murray Sinclair.

## Thème récurrent: la guerre des historiens
Selon un article de 2013 de la revue Toronto Review of Books, intitulé The History Wars in Canada, c'est en 1998 que Jack Granatstein, alors professeur d'histoire à l'Université York, « lance le coup d'envoi des guerres d'historiens » — un « conflit féroce sur le sens et le but " de l'histoire du Canada. Dans son ouvrage de 1998, Who Killed Canadian History? (« Qui a assassiné l'histoire du Canada ? »), Jack Granatstein soutient que, depuis la fin des années 1960, une nouvelle génération d'historiens sociaux dans les départements d'histoire ont mené une guerre idéologique contre des historiens comme lui, qui défendent l'histoire narrative traditionnelle, en mettant l'accent sur la chronologie, et les figures d'élite de l'histoire politique et militaire. Jack Granatstein affirme que dans l'écriture et l'enseignement de l'histoire au Canada, l'enseignement factuel a été remplacé par des interprétations déformées du passé qui se concentrent sur « la victimisation et la recherche de culpabilité. » Parmi les raisons de ces changements dans l'historiographie, il inclut le multiculturalisme et l'approche globale de l'apprentissage par l'enfant.
Dans un article de 2013, le chercheur universitaire Mark Sholdice contre-argumente en dénonçant Champion comme un des «militants et universitaires de droite» qui mènent les guerres de l'histoire au Canada, qualifiant Champion comme « probablement le plus conservateur des Historiens au Canada » de l'époque. Le livre de 2010 de Champion, The Strange Demise of British Canada: The Liberals and Canadian Nationalism, 1964-1968, qui reprend sa thèse de doctorat, Nova Britannia Revisited, entre 2004 et 2007, anticipe les positions de l'administration Harper sur l'écriture et l'enseignement de l'histoire canadienne. À ses critiques, Mark Sholdice ajoute qu'en 2011, les guerres de l'histoire sont devenues une réalité tangible, le gouvernement Harper privilégiant des sujets tels que l'armée et la monarchie en guise point focal de l'histoire, tout en ne regardant pas à la dépense pour les commémorations de la guerre de 1812.

## Points de vue de la profession
Chroniqueuse au quotidien National Post, Barbara Kay décrit la ligne éditoriale de la  Dorchester Review comme « politiquement incorrecte et iconoclaste »  qui résiste à « la vision progressiste dominante selon laquelle les historiens doivent choisir entre le bon et le mauvais côté de l'histoire, » sans répondre à une idéologie spécifique. Dans le même article (2016), Kay informe que le lectorat principal était composé de 500 lecteurs - 50 % de professionnels et d'hommes d'affaires, 10 % d'universitaires, 15 à 20 % de politiciens et 20 à 25 % de lecteurs en tous genres. Le journaliste David Frum salue la revue lors de son lancement en 2011 comme « l'un des projets intellectuels les plus enthousiasmants que le Canada ait vu depuis longtemps ». Jonathan Kay la décrit comme « la seule publication de haut niveau au Canada qui examine notre histoire et nos traditions sans même faire un clin d'œil aux modes académiques et aux politiques identitaires. ». L'ancien premier ministre conservateur Stephen Harper a été observé en train de lire le magazine à la Chambre des communes du Canada, contribuant à son image de publication ancrée à droite de l'échiquier politique.
Dans la revue littéraire canadienne Literary Review of Canada, le professeur d'études européennes Jerry White cite The Dorchester Review parmi les ouvrages qui « pourraient... inciter les lecteurs à repenser la façon dont les libéraux ne sont pas tous libéraux et les conservateurs n'ont pas tous l'air de conservateurs. ».
La Review est attaqué par des membres des sphères les plus droitistes qui lui reprochent une certaine mollesse intellectuelle quant aux questions d'immigration à grande échelle. Le sociologue canadien Ricardo Duchesne cite le contributeur australien Gregory Melleuish comme un exemple de la façon dont « les conservateurs se fourvoient en épousant des causes qu'ils détestent tout simplement par crainte des répercussions venant de l'aile gauche. ». La Revue a également publié dans son deuxième numéro un article très critique du traitement réservé aux Canadiens d'origine japonaise pendant la Seconde Guerre mondiale.
En 2017, Chris Champion critique les contre-manifestants de droite pour avoir coopté le Red Ensign canadien, affirmant qu'il est « déçu lorsque les traditionalistes autoproclamés des Proud Boys ont été filmés en train de provoquer des manifestants autochtones avec le drapeau. ».
La couverture par le journal de l'incapacité à produire des preuves concrètes d'inhumations massives non marquées dans les pensionnats indiens a attiré l'attention internationale, notamment du magazine britannique The Spectator. Dans le suivi, les contributeurs Tom Flanagan et Brian Giesbrecht, et l'anthropologue Hymie Rubenstein ont critiqué la réprimande du ministre canadien des Relations Couronne-Autochtones Marc Miller à l'égard d'auteurs d'articles qui remettent en question la validité des récentes découvertes de sépultures anonymes d'enfants, notamment ceux publiés dans la foulée de l'annonce de la découverte de 93 sépultures potentielles sur les terres du pensionnat de la mission Saint-Joseph, en Colombie-Britannique,.

## Contributeurs notables
| - Frédéric Bastien - Éric Bédard (historien) - Andrew P. W. Bennett - Conrad Black - Michel Bock - Mathieu Bock-Côté - Ken Coates - Charles-Philippe Courtois - Frank Dikötter (Hong-Kong) - Tom Flanagan | - David Frum - J. L. Granatstein - John Howard (Australie) - George Jonas (1925-2016) - Serge Joyal (sénateur canadien libéral) - Barbara Kay - Jonathan Kay - Rory MacLean - Jonathon Riley - Jürgen Rüttgers (Allemagne) |

- Ainsi que : James Allan (professeur de droit) (Australie), Lionel Albert, Carolina Armenteros, Hugh Bicheno, Randy Boyagoda, Ian Brodie, F. H. Buckley, Paul Cowan, Touraj Daryaee, Christopher Dummitt[35], Patrice Dutil, Graeme Garrard, Andrew Godefroy, Barry Gough, Kevin Gutzman, Randall Hansen, Peter Hoffmann, Paul Hollander (1932-2019), Richard Lebrun, Allan Levine, Gary A. Mauser, Gregory Melleuish (Australie), Kevin Myers (Irlande), Tammy Nemeth, Roger Noriega, John O'Sullivan (chroniqueur britannique), Patricia Phenix, Noah Richler, Andrew Roberts; Narindar Saroop (Royaume Uni), Robin Sears, Caroline Shenton; Pat Stogran, Alastair Sween, Julian Thompson, Gil Troy, David Twiston Davies (1945-2020) et Craig Yirush